# Monolistra caeca
Monolistra (Monolistra) caeca là một loài chân đều trong họ Sphaeromatidae. Loài này được Gerstaeker miêu tả khoa học năm 1856.